# ЗиО-Подольск
Машиностроительный завод «ЗиО-Подольск» — российское предприятие, специализирующееся на производстве теплообменного оборудования высокой сложности для атомной и тепловой энергетики, нефтехимической и газовой промышленности. Расположено в городе Подольске Московской области. Предприятие входит в холдинг «Атомэнергомаш» — машиностроительный дивизион Госкорпорации «Росатом». В реестре предприятий и организаций — членов Московского областного союза промышленников и предпринимателей (подразделения РСПП) предприятию присвоен номер «1».
Является одним из основных предприятий России в области разработки и поставки оборудования для АЭС. На всех атомных станциях, построенных в СССР, начиная с Обнинской АЭС, установлено то или иное оборудование завода. Оборудование завода задействовано на атомных станциях Болгарии, Венгрии, Чехии,  Словакии, Восточной Германии, Финляндии с реакторами типа ВВЭР-440 и ВВЭР-1000.
Кроме того, по оценкам Росатома, продукцией «ЗиО-Подольск» оснащены около 40 % установленной энергетической мощности России, Балтии и стран СНГ.
.

## История

### 1919—1941
В 1919 году для восстановления железнодорожного транспорта, повреждённого в результате Первой мировой и гражданской войн, на площадке недостроенного кабельного завода был возведён Подольский паровозоремонтный завод. Уже 2 мая того же года из ворот предприятия вышел первый отремонтированный локомотив серии Щ-61.
После принятия первого пятилетнего плана заводу был поручен выпуск продукции для нефтехимической промышленности. В 1931 году он был переименован в КЭС («Крекинг-электровозостроительный»), в том же году завод изготовил первый в СССР крекинг-аппарат. Кроме того, в 1930-е годы предприятие выпускало узкоколейные паровозы, промышленные и рудничные электровозы, железнодорожные платформы, буровые станки, тюбинги для московского метро, а также корпуса бронетехники — БА и танков Дыренкова, танкеток Т-27 и плавающих танков Т-37.
Заместитель народного комиссара обороны Союза М. Н. Тухачевский в своём докладе «О ходе выполнения танковой программы за первое полугодие 1933 года» отметил:

…Причины невыполнения программы… по танку Т-37:
- неподача Подольским Крекинг заводом корпусов;
- неподготовленность техпроцесса;
- подача недоброкачественного стального литья…

Подольский Крекинг завод. Программа по корпусам Т-27 выполнена полностью. По Т-37 подано в течение первого полугодия вместо 250 запланированных только один кондиционный корпус. Основной причиной такого положения является переход на штамповку и цементацию без достаточно серьёзных предварительных опытов и подготовительных работ. В настоящее время можно сказать, что завод штамповкой овладевает. Дальнейшее выполнение программы зависит от подачи кондиционного бронелиста с Кулебакского завода, который до мая-июня бронелиста не подавал из-за отсутствия ферросплавов…— Максим Коломиец «Чудо-оружие» Сталина
С 8 апреля 1939 года — Подольский машиностроительный завод имени Орджоникидзе. Это имя заводу присвоено по просьбе рабочих — Серго Орджоникидзе являлся в то время Наркомом тяжелой промышленности и уделял предприятию особое внимание.

### 1941—1945
Во время Великой Отечественной, как и прочие машиностроительные заводы, был переориентирован на военное производство — в частности, ремонтировал танки Т-34. Как сообщил на 100-летии завода генеральный директор ГК «Росатом» Алексей Лихачев, в годы войны на ЗиО-Подольск также изготавливались: «корпуса гранат, бронезащита для танка Т-40 и фюзеляжей самолетов-штурмовиков ИЛ-2, корпуса снарядов для „Катюш“, паровые котлы, котельное оборудование, воздуходувные машины».
Конструкторское бюро завода в период с августа по октябрь 1941 года, совместно с НИИ-3, принимало участие в разработке московского завода № 733 «Компрессор», РСЗО БМ-8-24.
К октябрю 1941 года завод производил до 14 бронекорпусов в сутки для Т-40 и до 15 броневых корпусов для Ил-2.
Во второй половине октября приближение немецких войск к Москве вынудило эвакуировать завод в Свердловск, в цеха «Уралтрансмаша».
25 декабря 1941 года завод под № 125 был передан в ведение Наркомата авиационной промышленности.
1 января 1942 представителям 43-й армии был передан бронепоезд «Подольский рабочий». В том же году завод вернулся в свои прежние корпуса, но в июле 1942 на его производственные площади из Таганрога был эвакуирован малочисленный (сотни рабочих по сравнению с тысячами) завод «Красный котельщик». В феврале 1944 заводу пришлось потесниться ещё раз — в подольских цехах разместилось машиностроительное предприятие из Бердянска.

### Атомная энергетика
21 декабря 1945 года Совет Народных Комиссаров СССР принял постановление № 3150-952сс «Об организации строительных управлений НКВД СССР № 859 и 865», согласно которому в Подольске воссоздавался Машиностроительный завод имени Орджоникидзе (ЗиО). Ему предписывалось выпускать нефтеперегонную аппаратуру, котлы, котельно-вспомогательное оборудование для нефтяной, угольной и энергетической промышленности.
28 января 1946 года подписано постановление СНК СССР № 229—100 сс/оп «О проектировании и подготовке оборудования Горно-обогатительного завода», положившее начало работам по созданию первого промышленного реактора на Урале. При заводе организовано «Особое конструкторское бюро по конструкциям гидропаропрессового оборудования» (КБ-10, ОКБ «Гидропресс»), директором которого назначен Б. М. Шолкович.
16 мая 1950 года принято постановление о строительстве Обнинской атомной электростанции. Заводу поручено участие в этом проекте практического использования атомной энергии для производства электричества под руководством И. В. Курчатова и Н. А. Доллежаля. 27 июня 1954 года осуществлён запуск первой в мире АЭС.
В 1955 году ОКБ «Гидропресс» была поручена разработка первого в стране водо-водяного реактора. В 1957 году на заводе началось производство парогенераторов ПГВ-1 и вспомогательного оборудования для первого блока Нововоронежской АЭС. Это была первая реализация горизонтального парогенератора с вертикальными цилиндрическими коллекторами теплоносителя. На его основе были разработаны ПГВ-3 для второго блока НВАЭС, ПГВ-4 с несколькими модификациями для серийных АЭС с ВВЭР-440 и ПГВ-1000 для блоков АЭС с ВВЭР-1000. Всего на ЗиО было изготовлено более 200 парогенераторов для АЭС с ВВЭР-440 и ВВЭР-1000.
В 1958 году на заводе изготовлено оборудование для «стенда 27/ВТ» — наземного прототипа ядерной паропроизводящей установки для атомных подводных лодок проекта 645. Стенд был возведён в Обнинске на промплощадке Физико-энергетического института и представлял собой полномасштабную половину одного борта АПЛ, включающую реактор, парогенератор, насосы, трубопроводы первого и второго контуров, турбинную установку, систему управления и другие системы. В 1961 году создатели стенда были удостоены Ленинской премии.
В 1964 году ОКБ «Гидропресс» было выделено из структуры завода в самостоятельное предприятие.
В 1966 году за досрочное выполнение семилетнего плана по производству машин и оборудования предприятие было награждено орденом Ленина.
В 1970-х годах завод выпускает уникальное оборудование для АЭС с реакторами на быстрых нейтронах с натриевым теплоносителем БН-350 и БН-600: корпуса реактора, промежуточные теплообменники «натрий-натрий», парогенераторы.
В 1976 году за заслуги в создании и производстве новой техники предприятие награждено орденом Октябрьской Революции.
Одним из выдающихся проектов стало изготовление подвесного однокорпусного парового пылеугольного котла Т-образной компоновки для Берёзовской ГРЭС. Его производительность 2 650 тонн пара за час на закритические параметры.

### Приватизация
В 1992 году предприятие реорганизовано в акционерное общество и переименовано в «Подольский машиностроительный завод (ЗиО)».
В 1998 году по заявлению Государственной налоговой инспекции по г. Подольску и Управления Пенсионного фонда в отношении завода была возбуждена процедура банкротства. В 1999 году введено внешнее управление, предприятие переименовано в «Машиностроительный завод ЗИО-Подольск».
В 2000 году процедура банкротства была прекращена в связи с утверждением мирового соглашения с конкурсными кредиторами и реструктуризации задолженности.
В 2004 году завод был куплен бывшим менеджером финансово-промышленной группы «МДМ» Евгением Туголуковым и стал основным предприятием в машиностроительном холдинге «ЭМАльянс».
В 2007 году завод возвращён под стратегический контроль государства и включён в состав ЗАО «Русская Энергомашиностроительная Компания», подконтрольного холдингу «Атомэнергомаш» — дивизиону Госкорпорации «Росатом».

### Современное состояние
Предприятие является одной из крупнейших энергомашиностроительных компаний России. Среди его продукции — сепараторы-пароперегреватели, подогреватели высокого и низкого давления для системы регенерации паротурбинных установок, подогреватели сетевой воды, теплообменники различного назначения, ионообменные фильтры и фильтры-ловушки, блоки, детали и опоры для трубопроводов, баки, блочную съёмную теплоизоляцию, выпарные установки, системы контроля металла корпуса реактора и другое оборудование для атомных электростанций. Оборудование с маркой «ЗиО» работает более чем в 50 странах мира. Среди российских заказчиков — Государственная корпорация «Росатом», ПАО «Газпром», ПАО «Мосэнерго», а также территориальные генерирующие и теплоэнергетические компании России.
В кадровой политике предприятия делается ставка на привлечение молодых специалистов, в том числе за счёт сотрудничества с профильными образовательными учреждениями. Внедряются программы по повышению квалификации.
В мае 2014-го «ЗиО-Подольск» отметил свой большой юбилей. Ему исполнилось 95 лет! Завод уже давно стал неотъемлемой частью города, его гордостью и надеждой. В начале года на предприятии завершен первый этап крупномасштабной программы технического перевооружения производства. За вклад в развитие атомной отрасли и высокие трудовые достижения коллектив «ЗиО-Подольск» награжден Почетной грамотой Правительства России.
В 2015-м «ЗиО-Подольск» начал серийное производство реакторных установок для ледокольного флота. Подписан контракт на изготовление оборудования РУ «РИТМ-200» для серийных ледоколов «Сибирь» и «Урал» проекта 22220.
В 2016 году завод завершил изготовление и отправил заказчику — Балтийский завод-Судостроение два реактора РИТМ-200 для головного ледокола «Арктика», а 2017 — два реактора для серийного ледокола «Сибирь». В 2018 году изготовлены и поставлены две реакторные установки для серийного ледокола «Урал».
В 2017 году завод начал делать котельное оборудование для заводов по термической переработке ТКО (твердые коммунальные отходы). Этот проект реализуется в рамках общероссийской программы «Энергия из отходов». В 2019 году полностью изготовлено оборудование первого котла для первого завода данного проекта, который строится в Воскресенском районе, рядом с деревней Свистягино.
В 2018 году завод начал изготавливать первые российские витые теплообменные аппараты для заводов по производству сжиженного природного газа. Данная продукция предназначена для реализации проекта «Ямал СПГ» — «Арктический каскад» (в части строительства линии для сжижения природного газа).
Завод также продолжает строить теплообменные аппараты для машзалов АЭС, строящихся по российскому дизайну.
31 мая 2019 года распоряжением президента РФ В. В. Путина, коллектив завода ЗиО-Подольск был награжден благодарностью за развитие атомной промышленности. 